# Montperreux
Montperreux é uma comuna francesa na região administrativa de Borgonha-Franco-Condado, no departamento de Doubs. Estende-se por uma área de 11,61 km². Em 2010 a comuna tinha 910 habitantes (densidade: 78,4 hab./km²).